# Tranquilizer
Tranquilizer sind eine chemisch heterogene Gruppe von Psychopharmaka. Gemeinsam ist allen Vertretern dieser Gruppe, dass sie gleichzeitig angstlösend (anxiolytisch) und beruhigend (sedierend) wirken. Im Deutschen wird auch von Tranquillanzien oder Tranquillantien (lateinisch tranquillare = beruhigen) gesprochen.
Als synonyme Begriffe gelten Anxiolytika (lateinisch anxius = Angst; griech. lytikos = fähig zu lösen) und Ataraktika (griech. taraktor = ausgeglichen).

## Einteilung
Es können folgende Gruppen von Tranquilizern unterschieden werden:
- Benzodiazepine, vorrangig eingesetzt als klassische Tranquilizer
- Non-Benzodiazepin-Tranquilizer, z. B. Buspiron (Wirkeintritt verzögert)
- Neuroleptika mit schwacher Wirkstärke z. B. Promethazin, Chlorprothixen, Prothipendyl, Levomepromazin, Melperon, Pipamperon
- Bestimmte Antihistaminika der ersten Generation (es gibt teilweise Überschneidung mit niederpotenten  Neuroleptika) z. B. Hydroxyzin
- Sedierende Antidepressiva (Wirkeintritt verzögert)
- Pflanzliche Sedativa, wie z. B. Hopfen, Baldrian, Passionsblume, Kava (nur bedingt, bis auf Ausnahmen)
- sonstige anxiolytisch wirksame Substanzen

## Gefahren
Tranquilizer, deren weltweite Vermarktung 1956 mit dem Carbamidsäureabkömmling Meprobamat begann, gehören zu den am häufigsten verordneten Psychopharmaka. Sie sind jedoch mit einer Reihe von Risiken behaftet, die berücksichtigt werden müssen:
- Vor allem Benzodiazepine führen aufgrund ihrer ausgeprägt angstlösenden, entspannenden Wirkung zu Gewöhnung und Abhängigkeit. Der Patient fühlt sich durch die Einnahme von Tranquilizern vom Alltagsstress abgeschirmt. Der notwendige Druck, sich mit vorhandenen inneren und äußeren Konflikten auseinanderzusetzen, wird dadurch vorübergehend aufgehoben. Auch bei der längerfristigen Einnahme von frei erhältlichen pflanzlichen Präparaten, die zumeist in Form von Alkohollösungen angeboten werden, sollte dieser Aspekt berücksichtigt werden (Beispiel Klosterfrau Melissengeist: enthält 79 Vol.-% Alkohol).
- Psychopharmaka können grundsätzlich zu einer Veränderung von Wachheit, Reaktionsvermögen, Sinneswahrnehmung und Körperbeherrschung führen. Auch vegetative Funktionen können betroffen sein (Blutdruck, Puls, Muskelspannung, Gleichgewicht etc.). Das bedeutet, dass sich unter Einwirkung von Tranquilizern besondere Risiken im Straßenverkehr, bei der Bedienung von Maschinen und während des Aufenthaltes in Gefahrenbereichen ergeben können.
- Die verschiedenen Psychopharmaka unterscheiden sich in ihrer Pharmakokinetik (Verstoffwechselung), d. h. Wirkungseintritt, -stärke und -dauer sind zum Teil sehr unterschiedlich. Hierbei spielen auch Alter, Geschlecht, Gewicht und vorbestehende Erkrankungen (vor allem Leber- und Nierenerkrankungen) eine wichtige Rolle. Durch eine unkritische Einnahme von Tranquilizern kann es zu einer überschießenden Anhäufung von Wirksubstanzen im Körper kommen (Kumulation), was zu lebensbedrohlichen Zuständen führen kann.
- Die Kombination von Psychopharmaka mit anderen Medikamenten oder Drogen (vor allem Alkohol) kann zu unvorhersehbaren, möglicherweise lebensgefährlichen Effekten führen.

Vor Einnahme von Tranquilizern (und auch sonstigen Psychopharmaka) muss mit dem Hausarzt bzw. Psychiater ein Gespräch über die vorhandenen Beschwerden und über geeignete Behandlungsmaßnahmen und mögliche Nebenwirkungen geführt werden. Tranquilizer sind sinnvoll bei plötzlich auftretenden (akuten), kurz andauernden krisenhaften Zuständen. Zur Behandlung von anhaltenden Angstzuständen, Überlastungsgefühlen bzw. depressiven Verstimmungen sind sie nicht bzw. nur in Ausnahmefällen geeignet. Vor einer eigenmächtigen Einnahme und damit auch deren Weitergabe wird somit ausdrücklich gewarnt.